# Johan Stekelenburg
Johannes (Johan) Stekelenburg (Maarssen, 31 oktober 1941 – Tilburg, 22 september 2003) was een Nederlands vakbondsbestuurder en politicus. Zo was hij voorzitter van de FNV en burgemeester van Tilburg. Hij was de tweelingbroer van Jan Stekelenburg.

## Vakbond FNV
Vanaf 1972 was Johan Stekelenburg als bestuurder actief binnen de FNV. Eerst als districtsbestuurder van de Industriebond FNV in Arnhem, en in 1977 als districtshoofd van de Industriebond FNV in Den Haag. Hij werd in 1983 benoemd tot bondsbestuurder van de Industriebond FNV. In 1984 werd hij federatiebestuurder van de FNV. In 1985 werd Stekelenburg gekozen tot vicevoorzitter en in 1988 volgde hij Hans Pont op als voorzitter van de FNV. Hij bleef voorzitter tot hij in 1997 burgemeester van Tilburg werd.

## Politieke activiteiten voor de PvdA
Sinds 1966 was Stekelenburg actief binnen de PvdA. Sinds juni 1999 vertegenwoordigde hij de PvdA in de Eerste Kamer. Eerst als lid, sinds 10 juni 2003 als leider van de PvdA-fractie in de Eerste Kamer. Begin 2003 viel zijn naam als kandidaat-premier voor de PvdA, maar hij haakte af in verband met zijn ziekte.

## Burgemeesterschap Tilburg
In 1997 werd Stekelenburg benoemd tot burgemeester van Tilburg. Hij werd bekend als een burgemeester die open en oprecht met zijn burgers omging, daarom was hij ook zeer geliefd onder de Tilburgers. In 1998 bracht hij zelfs een carnavalslied uit. Op 1 januari 2000 was hij om 1 minuut na middernacht de burgemeester die het eerste bruidspaar van het nieuwe Millennium in de echt verbond.

## Nevenfuncties
Stekelenburg was lid van de Raad van Toezicht van de Technische Universiteit Delft. Hij was voorzitter van de commissie Wedstrijden en Accommodaties van de KNVB en van de Raad van Toezicht van de Anne Frank Stichting.

## Ziekte
Begin 2003 werd bij Stekelenburg slokdarmkanker geconstateerd. Nadat hij in eerste instantie van de ziekte leek te herstellen (na een chemokuur), legde hij half september 2003 toch zijn werkzaamheden als burgemeester neer. Hij overleed een week later. Als burgemeester van Tilburg werd hij opgevolgd door Ruud Vreeman.